# Litorale Raguseo
Litorale Raguseo (in croato Dubrovačko primorje) è un comune di 2 161 abitanti nella regione raguseo-narentana in Croazia.
Il comune è posto lungo la costa a nord ovest di Ragusa. Slano è il centro principale dove si concentra circa un quarto della popolazione.

## Località
Il comune di Litorale Raguseo è suddiviso in 20 frazioni (naselja) di seguito elencate. Tra parentesi il nome in lingua italiana, generalmente desueto.
- Banići (Bannici[6] o Banichi[7]): 139 ab.
- Čepikuće (Cepicucce[6] o Cepicuchie[8]): 63 ab.
- Doli (Dolli[6][9]): 189 ab.
- Imotica (Imotizza[10]): 122 ab.
- Kručica (Crucizza[7]): 34 ab.
- Lisac (Lissaz[11]): 36 ab.
- Majkovi (Maicovi[12]): 194 ab.
- Mravnica (Mravignizza[13]): 38 ab.
- Ošlje (Oseglie[6] od Oslie[senza fonte]): 120 ab.
- Podgora (Podigora): 19 ab.
- Podimoć (Podimozzo[14]): 52 ab.
- Slano, sede comunale: 579 ab.
- Smokovljani (Smoccogliani[15]): 66 ab.
- Stupa (Stuppa[16]): 75 ab.
- Štedrica (Stedrizza): 58 ab.
- Trnovica (Tarnovizza[17] o Ternovizza): 35 ab.
- Trnova (Ternova): 44 ab.
- Točionik (Tozzionigo[18]): 23 ab.
- Topolo (Toppollo[19]): 154 ab.
- Visočani (Vissociani[20]): 130 ab.

La sede comunale è posta nella località di Slano.